# Klopčič
Klopčič je pogost priimek v Sloveniji, ki ga je po podatkih Statističnega urada Republike Slovenije na dan 31. decembra 2008 uporabljalo 736 oseb, na dan 1. januarja 2010 pa 740 oseb.

## Znani nosilci priimka
- Anton Klopčič (*1962), častnik
- France Klopčič (1903—1986), politični aktivist, publicist in zgodovinar
- Ivanka Klopčič Casar (*1945), pisateljca, sociologinja, alpinistka
- Jure Klopčič, gradbenik, mednarodno uveljavljen strok. za predore
- Katja Klopčič Lavrenčič, literarna publicistka, urednica
- Leon Klopčič (*2004), kolesar
- Luka Klopčič (1880—1932), izseljenski duhovnik v ZDA
- Marian Klopcic (*1992), avstrijski rokometaš slovenskega porekla
- Marija Klopčič (*1962), agronomka, zootehničarka
- Matjaž Klopčič (1934—2007), filmski režiser, profesor AGRFT
- Mile Klopčič (1905—1984), pesnik, prevajalec, akademik
- Peter Klopčič (1925—2008), ekonomist (Kanada)
- Radovan Klopčič (1898—1992), šolski metodik in ilustrator
- Rok Klopčič (1933—2010), violinist, glasbeni esejist, violinski pedagog
- Sonja Klopčič, ekonomistka, gospodarstvenica
- Vera Klopčič (*1950), pravnica, strokovnjakinja za manjšinsko problematiko
- Zala Klopčič, spletna vplivnica, podpredsednica SDM